# الهام کاشفی
الهام کاشفی استاد علوم کامپیوتر و دارای کرسی در رایانش کوانتومی در دانشکده انفورماتیک دانشگاه ادینبرو و محقق مرکز ملی پژوهش‌های علمی فرانسه (CNRS) در دانشگاه سوربن است. کار وی شامل کمک به رمزنگاری کوانتومی، تأیید محاسبات کوانتومی و محاسبات کوانتومی ابری است.

## سنین جوانی و تحصیل
کاشفی تحصیلات ابتدایی خود را در دبیرستان ابوریحان تهران گذراند. برای ادامه تحصیلات وارد دانشگاه صنعتی شریف شد و در رشته ریاضیات کاربردی مدرک کارشناسی و کارشناسی ارشد را گرفت. او در سال ۲۰۰۳ مدرک دکترا خود را امپریال کالج لندن کسب کرد.

## شغل و تحقیق
پس از اتمام دوره دکترا، کاشفی به عنوان پژوهشگر جوان در کلیسای مسیح، آکسفورد انتخاب شد. او روی ساختارهای بنیادی محاسبات کوانتومی کار می‌کرد. پیش از رفتن به مؤسسه فناوری ماساچوست به عنوان دانشمند بازدید کننده، در سال ۲۰۰۵، پژوهشگر مؤسسه محاسبات کوانتومی بود که بر روی پیچیدگی عمق و محاسبات موازی در حال کار بود. کاشفی در سال ۲۰۰۷ به عنوان مدرس دانشگاه ادینبرو انتخاب شد. وی دارای یک دوره همکاری علمی شغلی در محاسبات کوانتومی از شورای تحقیقات مهندسی و علوم فیزیکی (EPSRC) , دارای کرسی شخصی در دانشگاه ادینبورگ و محقق مرکز ملی پژوهش‌های علمی فرانسه (CNRS) در دانشگاه سوربن است.

### جوایز و افتخارات
عضو آکادمی جوانان اسکاتلند.